# الطاقة المتجددة في روسيا

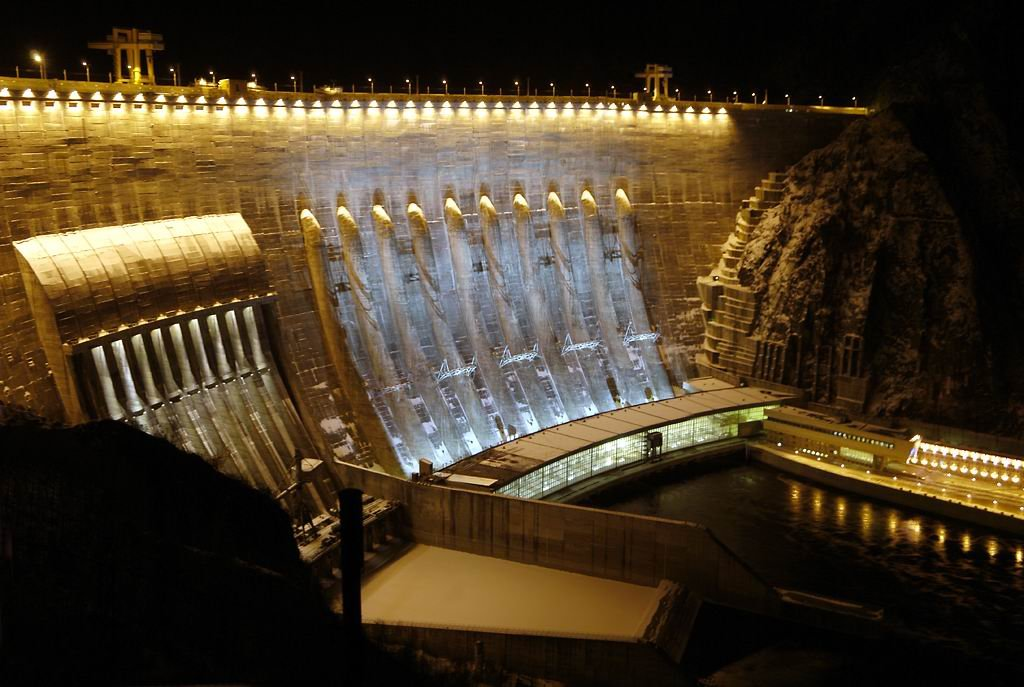
سد سايانو شوشنسكايا، أكبر مصدر للطاقة الكهرمائية في روسيا.

تعتمد الطاقة المتجددة في روسيا في الأساس على الطاقة الكهرمائية. فروسيا هي خامس أكثر دولة إنتاجًا للطاقة المتجددة في العالم، لكنها ستكون السادسة والخمسين إذا استثنيت الطاقة الكهرمائية من الحسابات. حوالي 179 تيرا-وات-ساعة من طاقة روسيا مصدرها الطاقة المتجددة، من إجمالي 1823 تيرا-وات-ساعة منتجة. تغطي الطاقة الكهرمائية 16% من كهرباء روسيا، بينما تغطي باقي مصادر الطاقة المتجددة أقل من 1% مجتمعة. ونحو 68% من كهرباء روسيا تنتجها المحطات الحرارية و16% من الطاقة النووية الكامنة.
رغم وجود غالبية محطات الطاقة الكهرمائية الكبرى منذ الحقبة السوفييتية، كانت الحاجة لتوفير مصادر أخرى للطاقة المتجددة ضئيلة نتيجة وفرة الوقود الأحفوري في الاتحاد السوفيتي. توجد حاليًا مخططات لتطوير كافة أنواع الطاقة المتجددة والتي تشجع بقوة من الحكومة الروسية. فقد دعا الرئيس الروسي دميتري ميدفيديف لزيادة حصة الطاقة المتجددة من إنتاجية الطاقة في روسيا، كما اتخذ خطوات لتشجيع تنمية الطاقة المتجددة في روسيا منذ 2008.

## التاريخ

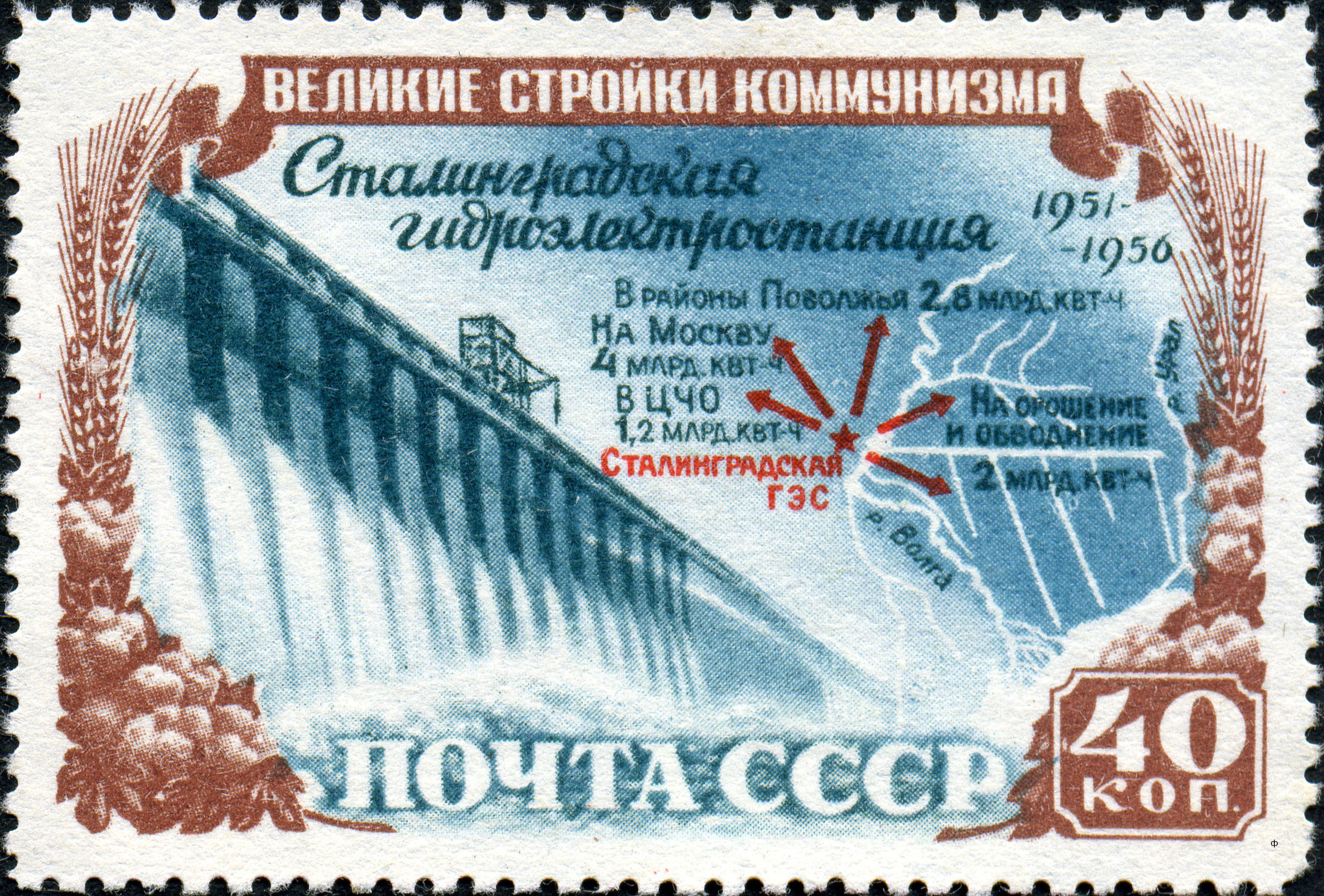
كانت محطات الطاقة الكهرمائية الكبرى من بين المشاريع الشوعية الكبرى في الاتحاد السوفيتي. (في الصورة محطة فولغا الكهرمائية)

تعد معظم مصادر الطاقة المتجددة حديثة على روسيا، كما تشهد تطورات في السنوات الأخيرة. على الرغم من ذلك، للطاقة الكهرمائية تاريخ طويل في روسيا يتمد للحقبة السوفيتية. بدأ الانتشار السريع للطاقة الكهرمائية في الاتحاد السوفيتي عام 1930، كانت حينها قدرة المحطات الإجمالية 600 ميجا-وات-ساعة. وفي عام 1941، بنى الاتحاد السوفيتي أول طاحونة هوائية، بلغت قدرتها 100 كيلو-وات.
ومع حل الاتحاد السوفيتي عام 1990، بلغت القدرة الإجمالية حينها 65 جيجا-وات-ساعة. بنيت أكبر سدود روسيا -من بينها سد سايانو شوشينسكايا- في خمسينيات وستينيات القرن العشرين. وفي الفترة بين سبعينيات القرن العشرين وعام 2000، ركز الاتحاد السوفيتي وروسيا بشكل رئيسي على مصادر الطاقة المعتادة مثل الطاقة الحرارية والكهرمائية والنووية. على الرغم من ذلك، أعلنت حكومة الاتحاد السوفيتي عام 1986 عن أهداف جديدة للطاقة، تضمنت تشييد محطات طاقة كهرومائية أخرى بالإضافة لبدء استخدام الطاقة الشمسية وطاقة الرياح على نطاق صغير لتوليد الكهرباء. ركزت إستراتيجية الطاقة للاتحاد السوفيتي على الطاقة النووية والحرارية، لكن مع عدم إهمال الطاقة المتجددة تمامًا. منع تفكك الاتحاد السوفيتي هذه الأهداف من أن تتحقق.
انتهى بناء السدود الكبيرة في حقبة الاتحاد السوفيتي بصورة كبيرة في التسعينيات مع تأسيس روسيا الاتحادية. أيضًا تعرض كثير من البنية التحتية للبلاد بما فيها السدود للهلاك نتيجة الركود الذي تلى انهيار الاتحاد السوفيتي. أهملت أيضًا الطاقة المتجددة وأولي النفط والغاز اهتمامًا كبيرًا في روسيا. استمرت هذه السياسات حتى 2008، عندما أعلن ميدفيديف عن تحسينات في سياسات الطاقة الروسية في محاولة لتسليط الضوء على الطاقة المتجددة. ومنذ ذلك الحين وهناك نمو سريع في مصادر الطاقة المتجددة الجديدة.

## الوقت الحالي

إنتاج الكهرباء في روسيا حسب المصدر في عام 2008، بلغت نسبة الطاقة الكهرمائية 16% في ذلك العام. بينما مثّلت باقي مصادر الطاقة المتجددة أقل من 1%.

تعد روسيا واحدة من أكبر دول العالم إنتاجًا للطاقة، ينتج معظمها من النفط والغاز الطبيعي والفحم. تعتمد روسيا على هذه المصادر للإنتاج والتصدير الذي يمثل 80% من إيرادات التجارة الخارجية، مما يعني أنها تولي اهتمامًا ضئيلًا للطاقة المتجددة. تمتلك روسيا 203 جيجا-وات قدرة توليد كهرباء، 44 جيجا-وات منها مصدرها الطاقة الكهرومائية، و307 ميجا-وات من الطاقة الحرارية الجوفية، و15 ميجا-وات من طاقة الرياح، بالإضافة لكميات ضئيلة من باقي المصادر المتجددة. في عام 2009، أنتجت روسيا ما مجموعه 992 تيرا-وات-ساعة من الكهرباء، 172 تيرا-وات-ساعة منها من محطات الطاقة الكهرومائية. تحتاج بعض محطات الطاقة الكهرومائية في روسيا إلى استثمارات إضافية لتحديثها، تجلى ذلك في حادثة محطة سايانو شوشينسكايا عام 2009.
أعلن الرئيس دميتري ميدفيديف في مايو 2010 أن الحكومة الروسية ستنظر بعناية في شراء الكهرباء المولدة من مصادر الطاقة المتجددة كمحاولة لتشجيع تنمية الطاقة المتجددة. تمتلك الحكومة خططًا لجعل إنتاجية المصادر المتجددة -غير الكهرومائية- تمثل 4.5% من إجمالي إنتاج الطاقة في روسيا. أيضًا، وفي نوفمبر 2010، وافقت الحكومة على برنامج بقيمة 300 مليار دولار يعمل على جعل المصانع والمباني أكثر فعالية في استخدام الطاقة، أعلنت أيضًا عن خطط لبناء ثمانية مصانع مصابيح موفرة للطاقة ولتدوير النفايات ودعم إنشاء مصنع للسيارات الهجينة. أعلن ميدفيديف في نهاية 2009 عن رغبته في تقليص استهلاك الطاقة في روسيا بنسبة 40% بحلول عام 2020. في الوقت الحاضر، تباطئ النمو نتيجة انخفاض الاستثمار والاستقرار الاقتصادي، بالإضافة لنقص الطلب وانخفاض أسعار الكهرباء والحرارة. دعم الغاز الطبيعي هو عقبة أخرى لنمو الطاقة المتجددة.

## الطاقة الكهرمائية

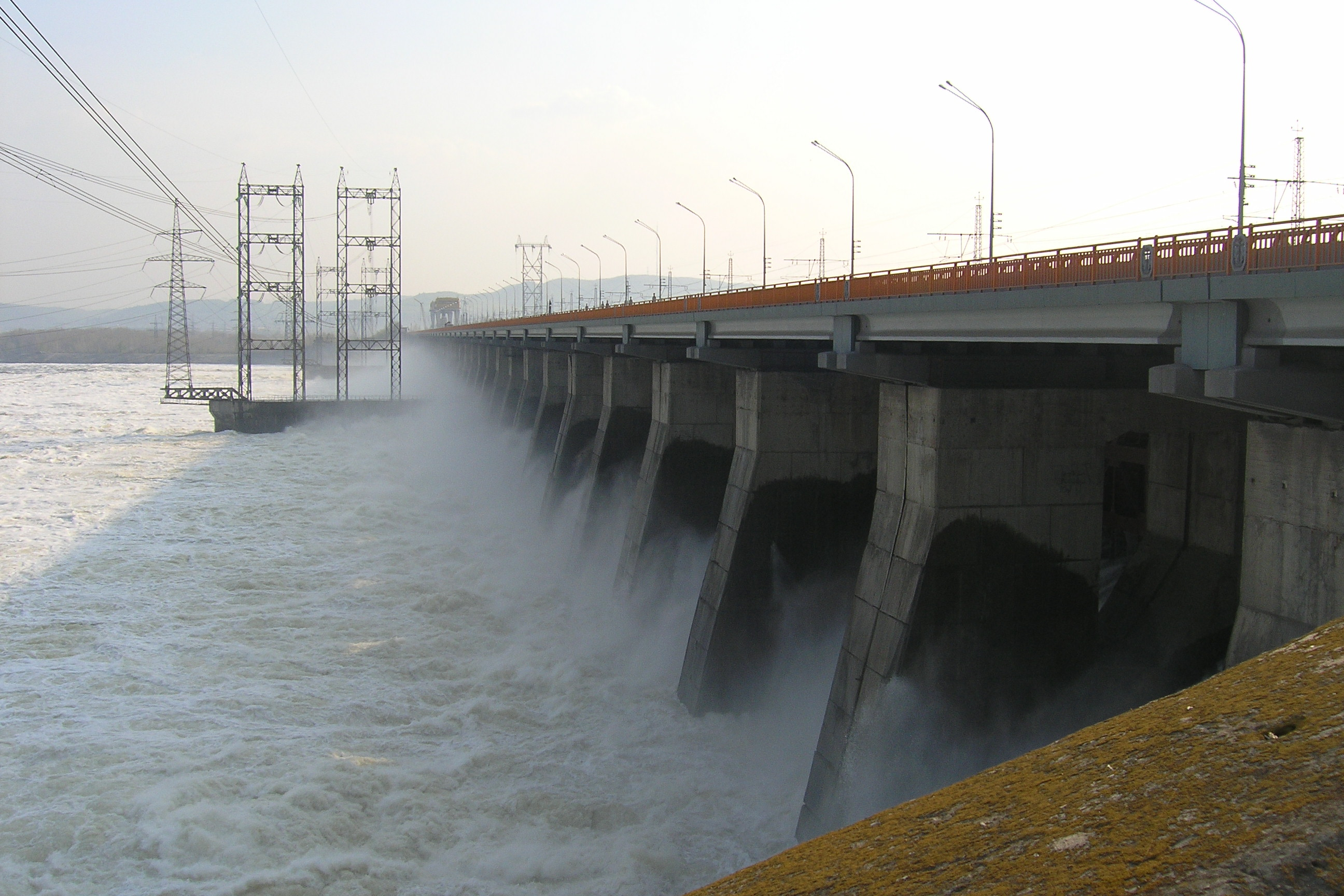
محطة سيغولي الكهرومائية خلال طوفان

الطاقة الكهرمائية هي أكثر صور الطاقة المتجددة استخدامًا في روسيا، وهناك إمكانية لزيادة الإنتاجية بصورة كبيرة. تمتلك روسيا 102 محطة طاقة كهرمائية بسعة 100 ميجا-وات، ما يجعلها خامس دول العالم في إنتاج الطاقة الكهرمائية. كما أنها ثاني دول العالم من حيث احتياطي الطاقة الكهرمائية، على الرغم من ذلك فهي تستفيد من 20% فقط. روسيا هي موطن 9% من الطاقة الكهرمائية حول العالم،  معظمها في سيبيريا وأقصى شرق روسيا. بنهاية 2005، وصلت قدرة مصادر الطاقة الكهرمائية إلى 45,700 ميجا-وات بالإضافة لـ5,648 ميجا-وات إضافية تحت الإنشاء. يعتقد مجلس الطاقة العالمي بامتلاك روسيا لاحتياطي كبير من الطاقة الكهرمائية، يصل نظريًا لـ2,295 تيرا-وات-ساعة في العام، منها 852 تيرا-وات- ساعة مجدية اقتصاديًا.
يعد سد سايانو شوشنسكايا هو أكبر سدود روسيا بقدرة 6,400 ميجا-وات، يليه سد كراسنويارسك (6,000 ميجا-وات) وسد براتسك (4,500 ميجا-وات) وسد أوست-إيليمسك (4,320 ميجا-وات) وسد زييا (1,330 ميجا-وات). ومن أحدث السدود؛ سد بوريا (2010 ميجا-وات) وسد إرغاناي (800 ميجا-وات). ومن السدود الواقعة تحت الإنشاء سد بوغوشاني (1920 ميجا-وات) وسد زيلينشوك (320 ميجا-وات) وسد زاراماغ (352 ميجا-وات) وسد نيزني-تشيريكسكي (60 ميجا وات). رَس هيدرو (RusHydro) هي أكبر شركة طاقة كهرمائية في روسيا وثاني أكبر منتج للطاقة الكهرمائية في العالم. في أكتوبر 2010، وقّعت شركة تشاينا يانغتسي باور (China Yangtze Power) أكبر شركة طاقة كهرمائية في الصين وشركة يورو سِب إنيرجو (EuroSibEnergo) الروسية اتفاق شراكة لزيادة إنتاج الطاقة الكهرمائية في روسيا وتصدير الطاقة لمقاطعات الصين الشمالية.
تخطط شركة وست سايبيريان جينيريتينغ (West Siberian Generating) لبدء تشييد ثماني محطات طاقة كهرمائية صغيرة في منطقة ألتاي قبل حلول عام 2015.
وفي 17 أغسطس 2009، حدث انفجار في محطة سايانو شوشنسكايا للطاقة الكهرمائية، تسبب في مقتل 75 عاملًا وإصابة 13. استنتجت تحقيقات الدائرة الاتحادية للإشراف البيئي والتكنولوجي والنووي أن الإدارة الضعيفة والعيوب الفنية كانتا السبب في الكارثة. حدث الانفجار بسبب توربينة عمرها 29 عامًا تعرضت لاهتزازات مفرطة غير منضبطة. منذ ذلك الحين، طالب مسؤولو رَس هايدرو وعمال المحطة بإشراف وأمان أكبر في المحطات الكهرمائية.

## الطاقة الحرارية الجوفية
الطاقة الحرارية الجوفية هي ثاني أكثر صور الطاقة المتجددة استخدامًا في روسيا، لكنها تمثل أقل من 1% من إجمالي إنتاج الطاقة. بنيت أول محطة طاقة حرارية جوفية في روسيا في بوزختكا، شبه جزيرة كامشاتكا عام 1966، بقدرة 5 ميجا-وات. بلغ إجمالي قدرة الطاقة الحرارية الجوفية عام 2005 79 ميجا-وات، 50 ميجا-وات منها من محطة في فيركين-موتنوفسكي. تنفذ روسيا حاليًا محطة بقدرة 100 ميجا-وات في موتنوفسكي وأخرى بقدرة 50 ميجا-وات في كالينينغراد. تستخدم معظم الطاقة المتولدة حاليًا لتدفئة المباني في شمال القوقاز وشبه جزيرة كامشاتكا. يستخدم نصف إنتاج الطاقة الحرارية الجوفية لتدفئة المنازل والمباني، بينما يستخدم ثلثه لتدفئة الدِفاء الزراعية، ويستخدم 13% لأغراض صناعية.
في أكتوبر 2010، أعلن وزير الطاقة الروسي سيرجي شماتكو أن روسيا وأيسلندا قد تعملان معًا لتطوير مصادر الطاقة الحرارية الجوفية بكامتشاتكا.
تدرس روسيا أيضًا إمكانيات جذب الاستثمار الأجنبي لتنمية الطاقة الحرارية الجوفية في جزر الكوريل.

## الطاقة الشمسية

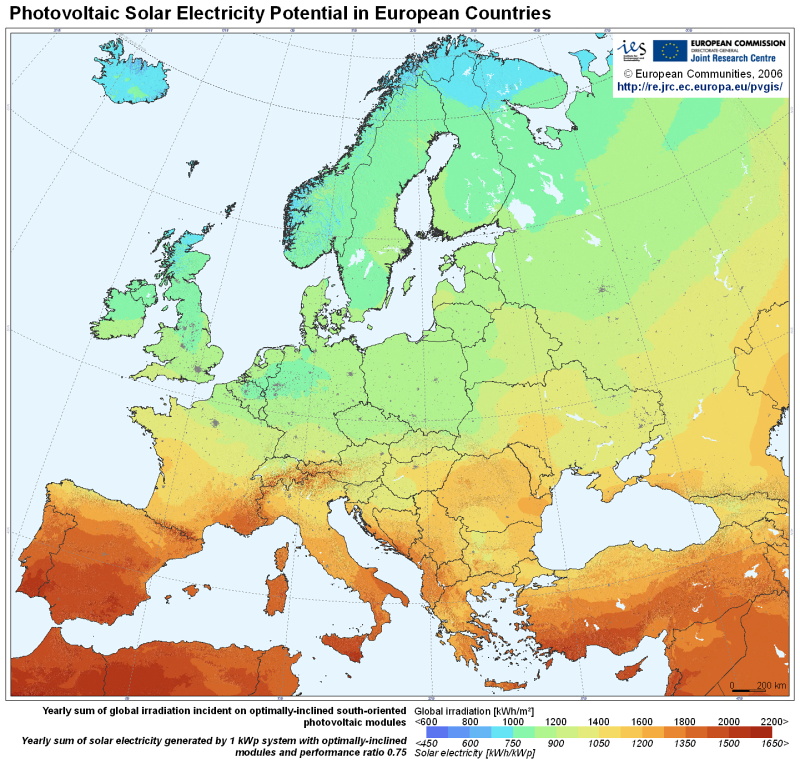
التشميس في أوروبا

تعتبر الطاقة الشمسية منعدمة في روسيا، على الرغم من إمكانية توليد الكثير. افتتحت أول محطة للطاقة الشمسية في أوبلاست بيلغورود في نوفمبر 2010. تمتلك روسيا طاقة شمسية ممكن استغلالها تقدر نظريًا بـ2,213 تيرا-وات-ساعة/عام، منها 101 تيرا-وات-ساعة مجدية اقتصاديًا. تمتلك الأجزاء الجنوبية من روسيا وبخاصة شمال القوقاز أكبر إمكانية لتوليد الطاقة الشمسية. تخطط روسيا لتحقق قدرة 150 ميجا-وات من الطاقة الشمسية بحلول 2020.
أعلنت روسيا عن خططها لتنفيذ محطة طاقة شمسية جديدة بقدرة 12.3 ميجا-وات في البحر الأسود بحلول 2012. سيقام المشروع من خلال روسنانو ورينوفا. يعمل روسناو وسولار وايند إل إل سي على بناء مصنع لإنتاج خلايا شمسية ذات جانبين لتكون قادرة على جمع الطاقة الشمسية من جانبين. من المتوقع أن ينتهي التشييد بحلول بداية 2011، وستكون قدرة المحطة السنوية 30 ميجا-وات. تعتبر نيتول سولار هي أكبر شركة روسية في مجال تطوير وصناعة منتجات توليد الطاقة الشمسية. تتناقش روسيا والهند حاليًا بخصوص مشروع إنتاج مشترك لإنتاج رقاقات سيليكون لصناعة ألواح ضوئية

## طاقة الرياح

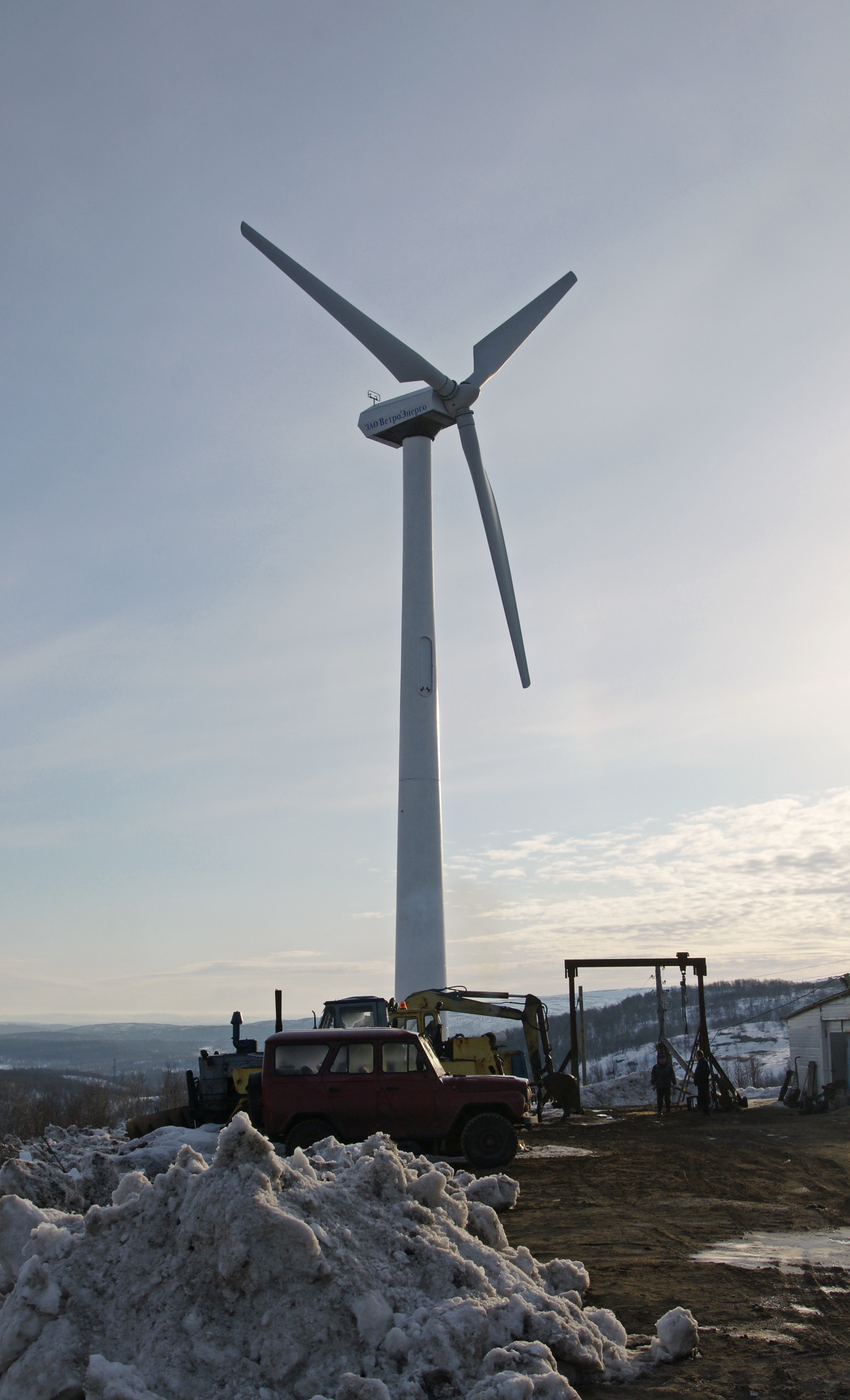
توربينة رياح بالقرب من فندق أومني، مورمانسك. إمكانية توليد طاقة الرياح من منطقة أوبلاست مورمانسك هي الأكبر على الإطلاق في روسيا.

تمتلك روسيا تاريخًا طويلًا في استخدام طاقة الرياح على نطاق صغير لكنها لم ترتقي بعد لإنتاج الطاقة تجاريًا على نطاق كبير. معظم إنتاج طاقة الرياح حاليًا يقع في المناطق الزراعية بكثافة سكانية منخفضة، 6,218 تيرا-وات-ساعة/عام منها مجدية اقتصاديًا. معظم طاقة الرياح الممكن الاستفادة منها توجد في السهوب الجنوبية وسواحل روسيا، على الرغم من أن العديد من هذه المناطق تصل الكثافة السكانية فيها لأقل من شخص لكل كيلومتر مربع.
يشير الانخفاض السكاني في هذه المناطق إلى بنية تحتية ضعيفة في تلك المناطق، وهو ما يعيق الاستفادة من تلك المصادر وتنميتها. في 2006، بلغ إجمالي ما ينتج من قدرة طاقة الرياح 15 ميجا-وات. كما تصل قدرة مشاريع طاقة الرياح مجتمعة إلى ما يزيد عن 1,700 ميجا-وات. يتوقع الاتحاد الروسي لطاقة الرياح أنه إذا استطاعت روسيا تحقيق هدفها بتوليد 4.5% من طاقتها من مصادر الطاقة المتجددة بحلول 2020، ستكون قدرة طاقة رياح 7 جيجا-وات.
في 2010، أعلن عن خطط لإنشاء محطة طاقة رياح في ييسك، على بحر آزوف. من المتوقع أن تكون القدرة مبدأيًا 50 ميجا-وات، والتي ستصبح 100 ميجا-وات في العام التالي. كما أعلنت الشركة الهندسية الألمانية سيمنز في يوليو 2010 عقب زيارة أنغيلا ميركل لروسيا عن إمكانية بناء محطات طاقة رياح في روسيا. بحلول 2015، تأمل الشركة تحقيق قدرة 1,250 ميجا-وات في روسيا

## طاقة المد والجزر

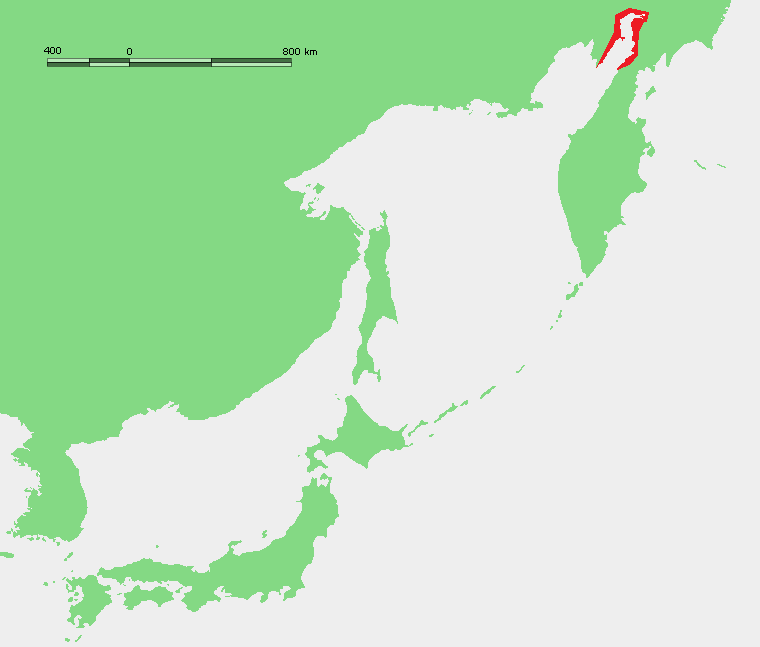
شاطئ بينزهين هو الموقع المقترح لمحطة بينزهين لطاقة المد والجزر، والتي من الممكن أن تكون أكبر محطة طاقة كهربية في العالم.

تمتلك روسيا العديد من مصادر طاقة المد والجزر، لكنها غير مستغلة بصورة جيدة حاليًا. يستطيع شاطئ كولا وبحر أوخوتسك وحدهم توليد 100 جيجا-وات من خلال محطات طاقة المد والجزر، فطاقة المد والجزر الممكن توليدها في روسيا تستطيع أن تنافس إنتاج الطاقة الكلي الحالي. محطة كيسلايا غوبا لطاقة المد والجزر وهي محطة نشطة حاليًا هي أكبر محطة طاقة مد وجزر في روسيا، ورابع أكبر محطة مد مجزر في العالم بسعة (1.7 ميجا-وات).
أعلن عن خطط لإنشاء محطة طاقة مد وجزر بقدرة 800 ميجا-وات في بحر بارنتس عام 2008. تتضمن المشاريع طويلة المدى محطة بينزهين لطاقة المد والجزر والتي من الممكن أن تصبح أكبر محطة طاقة في العالم بقدرة تصل لـ87 جيجا-وات وإنتاج سنوي يصل إلى 200 تيرا-وات-ساعة.

## الوقود الحيوي
تعتبر صناعة الوقود الحيوي في روسيا حديثة، لكنها تشهد نموًا سريعًا في السنوات الأخيرة. فروسيا واحدة من أكبر منتجي الحبوب، وصناعة الكحول الإيثيلي لديها متطورة بصورة جيدة، كما أن لديها معدلات إنتاج مرتفعة للسلجم (يستخدم أحيانًا لإنتاج الديزل الحيوي). وكانت الحكومة الروسية قد صرحت عام 2008 أنها ستلعب دورًا هامًا في تطوير صناعة الوقود الحيوي من خلال بناء 30 مصنع للوقود الحيوي وتقديم إعفاءات ضريبية ودعم لمشاريع طاقة الوقود الحيوي. على الرغم من تأجيل هذه الخطط، أعلن ميدفيديف في 13 سبتمبر 2010 أن هذه التشييدات ستبدأ في بدايات 2011. تنتج هذه المصانع البوتانول الحيوي، ويمكن إنتاجه أيضًا من مخلفات الخشب مثل رقائق الخشب ونشارته.

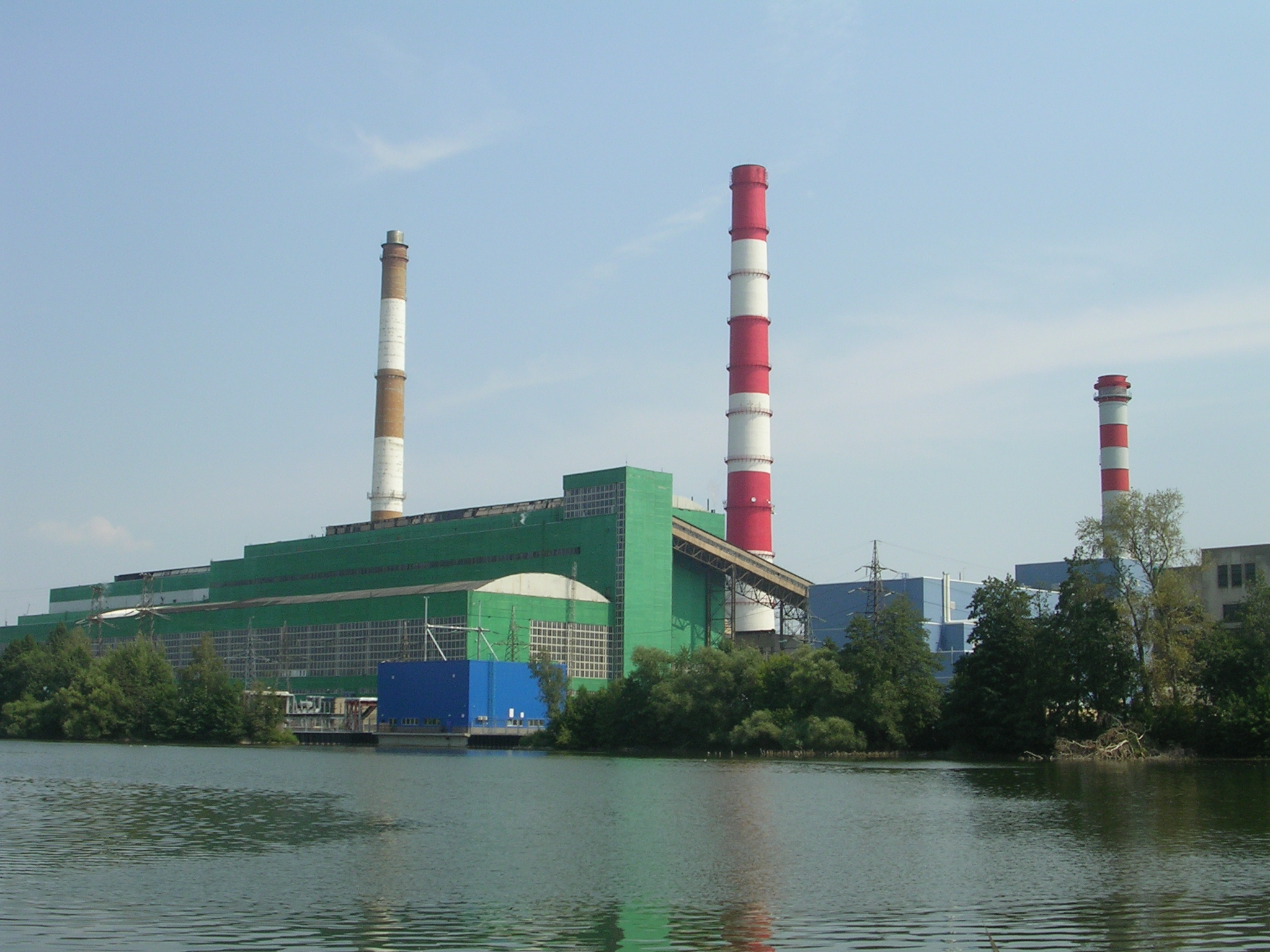
محطة شاتورا للطاقة هي أكبر محطة في العالم من حيث القدرة

أنتجت شركة لادا للسيارات أول سيارة تدار بالوقود الحيوي في نوفمبر 2010. كما أعلن نائب رئيس النقل أن الشركات الروسية تعمل حاليًا على تطوير مروحيات تعمل بالوقود الحيوي. وتأمل روسيا تصدير الوقود الحيوي للاتحاد الأوروبي، وتتوقع شركة التكنولوجيا الحيوية أن روسيا قادرة على تصدير 40 مليون طن من الوقود الحيوي سنويًا.

## الكتلة الحيوية
تستخدم الكتلة الحيوية بالفعل في بعض الأنحاء في روسيا لتوليد ما مجموعة 1% أو 9 تيرا-وات-ساعة/عام من إجمالي إنتاج روسيا للطاقة. على الرغم من ذلك المقدار الضئيل، تستطيع روسيا إنتاج ما يقدر تقنيًا بـ431 تيرا-وات-ساعة/عام (منها 285 تيرا-وات-ساعة مجدية اقتصاديًا) نظرًا لما تمتلكه روسيا من غابات شاسعة واحتياطيات خث. معظم هذا المخزون يوجد في شمال غرب روسيا، حيث تزدهر صناعتي لب الورق والورق والتي ينتج عنها مخلفات خشبية تستخدم ككتلة حيوية.
برز استخدام الخث لإنتاج الطاقة أثناء حقبة الاتحاد السوفيتي، مع وصوله لأعلى مستوى عام 1965 ثم بدأ بالانخفاض منذ ذلك الحين. في عام 1929، أنتج أكثر من 40% من طاقة الاتحاد السوفيتي الكهربية من الخث، ثم انخفض إلى 1% بحلول عام 1980. حاليًا، تنتج روسيا 17% من الخث في العالم، تستخدم 20% مما تنتج من الخث (1.5 مليون طن) لأغراض الطاقة. تعد محطة شاتورا للطاقة في محافظة موسكو ومحطة كيروف للطاقة في أوبلاست كيروف هما أكبر محطتي طاقة خث في العالم.